# モエット
モエット（英称:Mouette）は、株式会社神鉄エンタープライズがかつて運営していた飲食店・ベーカリーのチェーン店舗ブランドである。

## 概要
1988年（昭和63年）4月に神鉄エンタープライズが北神急行電鉄・神戸電鉄の谷上駅1階に「モエット」の名称で1号店を開設した。同駅内には同じ神戸電鉄グループが運営するベーカリー「ボアール」があったため、当初は洋食店の性格が強かった。
その後、1990年（平成2年）に阪急電鉄西宮北口駅に「モエット西宮（のちに『モエット西宮店』に改称）」を出店したのを皮切りに、「モエットフラワータウン」「モエット新開地」「モエット小野」「モエット岡場店」「モエット西鈴店」など順次店舗を拡大した。
初期出店店舗は、神戸電鉄経営のスープレストラン「クルトン」と同じメニューを提供するなど洋食店の性格を強めていたが、末期に出店した西鈴店や岡場店などではベーカリーの性格が強かった。
2010年（平成22年）に最後まで残っていた西宮店が阪急ベーカリーに引き継がれた。